# Гаршина, Анастасия Васильевна
Анастасия Васильевна Гаршина (16 марта 1925, Михайловка — 19 июня 2018, Новосибирск) — советская и российская актриса театра и кино, педагог, народная артистка РСФСР.

## Биография
Анастасия Васильевна Гаршина родилась 16 марта 1925 года в селе Михайловка (сейчас Кемеровская область) в крестьянской семье. При рождении ей было дано имя Надежда, но в детстве после тяжёлой болезни бабушка сменила ей имя на Анастасию («Воскресшая»). Отец был железнодорожником, вскоре семья переехала в Новосибирск. Занималась в Доме культуры железнодорожников в драматическом, хореографическом и вокальном кружках, которые в то время вели эвакуированные во время Великой Отечественной войны ленинградские педагоги О. А. Альшиц, Н. М. Либерман и М. И. Белозерова. В 1944 году уехала в Ленинград вместе с педагогами. Училась в Ленинградском театральном институте, снималась в массовках и эпизодах на «Ленфильме».
В 1947 году окончила Ленинградский театральный институт (педагоги Л. С. Вивьен, В. В. Меркурьев, Н. Е. Серебряков). В 1947—1948 годах выступала в Ленинградском областном театре оперетты.
В 1949 году переехала в Новосибирск. В 1949—1979 годах и с 1994 года играла в Новосибирском ТЮЗе (позже театр «Глобус»).
В 1979—1994 годах была актрисой Новосибирского драматического театра «Красный факел».
Сценическую деятельность начинала как травести: в этих ролях проявилось её умение ярко передать особенности поведения мальчиков и девочек, одновременно создала романтические и героические образы. Позднее сыграла ряд ролей с элементами эксцентрики, сатиры, гротеска.
В 1968—1974 годах преподавала в Новосибирском театральном училище. В 1966—1984 годах возглавляла Новосибирское отделение ВТО.
Скончалась 19 июня 2018 года на 94-м году жизни в Новосибирске . Похоронена на Заельцовском кладбище.

## Семья
- Муж — актёр и педагог Виктор Сергеевич Орлов (1924—1985), заслуженный артист РСФСР.
- Дочь — актриса Наталья Викторовна Орлова, заслуженная артистка России.

## Награды и премии
- Заслуженная артистка РСФСР (8.05.1958).
- Народная артистка РСФСР (15.02.1978).
- Орден Трудового Красного Знамени (1967)
- Орден Ленина за выдающиеся заслуги в области искусства (1986).
- Знак отличия «За заслуги перед Новосибирской областью».

## Работы в театре
- 1953 — «В поисках радости» Виктора Розова — Олег
- 1953 — «Ромео и Джульетта» В. Шекспира — Джульетта
- 1957 — «Снегурочка» А. Островского — Доротка Купава
- 1958 — «В поисках радости» В. Розова — Олег
- 1960 — «Обломов» И. Гончарова — Ольга
- 1960 — «Тристан и Изольда» А. Бруштейн — Изольда
- 1964 — «Сотворившая чудо» У. Гибсона — юлливан
- 1966 — «Мария Стюарт» Ф. Шиллера — Мария Стюарт
- 1966 — «Чайка» А. Чехова — Аркадина
- 1972 — «Материнское поле» Ч. Айтматова — Толгонай
- 1993 — «Дальше — тишина» В. Дельмар — Люси Купер
- 1995 — «Игра в джин» Д. Кобурна — Фонсия Лорси
- 1998 — «Дядя Ваня» А. Чехова — Марина
- 1999 — «Двенадцать месяцев» С. Маршака — мачеха
- 2004 — «Деревья умирают стоя» А. Касоны — бабушка
- «Свои люди - сочтемся» А. Н. Островского — Тишка
- «Девочки» В. Ф. Пановой — Томка
- «Её друзья» В. С. Розова — Люся
- «Машенька» А. Н. Афиногенова — Машенька
- «Снежная королева» Е. Л. Шварца — Кай
- «Белоснежка» Л. В. Веприцкой — гном Финтик
- «Товарищи-романтики» М. А. Соболя — Алёнушка
- «Друг мой, Колька!» А. Г. Хмелика — пионервожатая
- «Недоросль» Д. И. Фонвизина — Простакова
- «Правда — хорошо, а счастье лучше» А. Н. Островского — Мавра Тарасовна
- «Гнездо глухаря» В. Розова
- «Восемь любящих женщин» Р. Тома
- «Дворянское гнездо» И. Тургенева
- «Птицы нашей молодости» И. Друцэ
- «ОБЭЖ» Б. Нушича
- «Софья Петровна»
- «Бемби»
- «Своя семья»

## Фильмография
- 1968 — Сердце — Катя, жена Гущина
- 1975 — Пассажир — Кухно
- 1977 — Однажды осенью — мать Веры
- 1992 — Безумный рейс — горничная